# Dacrydium nausoriense
Dacrydium nausoriense (лат.) — вид из рода дакридиум (Dacrydium) семейства подокарповые (Podocarpaceae). Эндемик островов Фиджи.

## Распространение
Произрастает в густых лесах предгорных местностей на высоте 180—600 м. Имеет очень ограниченный ареал, встречаясь только в районе возвышенности Наусори, расположенной в западной части острова Вити-Леву. Возможно, встречается в регионе Сарава острова Вануа-Леву. Согласно Красной книге МСОП вид находится в опасном состоянии.

## Биологическое описание
Dacrydium nausoriense — дерево высотой 12—24 м. Диаметр ствола — 0,9—1,2 м. Кора тонкая, серого цвета. Крона цилиндрическая, с короткими ветками. Молодые листья достигают длины 9 мм. Взрослые листья игольчатые, чешуевидные, мечевидные.
Плоды пурпурного или коричневатого цвета. По достижении зрелости становятся чёрными по цвету. Цветёт в период с мая по октябрь. Плодоносит с февраля по октябрь.

## Использование
Древние фиджийцы использовали это дерево для производства мебели.